# 康敬伟
康敬伟（1970年2月6日—），中国香港企业家，科通芯城创始人及首席执行官。

## 生平
1970年出生在重庆，1991年毕业于华南理工大学电子工程系。1992年至1995年担任松下电器销售工程师。1995年投资5万美元创建科通集团，是一家计算机零配件供应渠道公司，2002年科通集团在美国纽约证券交易所上市，2006年跻身福布斯富豪榜，个人估值170亿人民币。2011年成立科通芯城，后逐渐发展成为中国最大的电子制造业采购交易O2O电子商务平台。2014年7月科通芯城在香港交易所上市，2015年3月被纳入为港交所恒生指数系列成份股。

## 荣誉
2015年荣获中国安永企业家奖。